# Danny Kladis
 Danny Kladis  va ser un pilot estatunidenc de curses automobilístiques nascut el 10 de febrer del 1917 a Crystal City, Missouri.
Kladis va córrer a la Champ Car a les temporades 1946-1954 incloent-hi la cursa de les 500 milles d'Indianapolis de 1946 i 1954.

## Resultats a la Indy 500
| Any    | Cotxe  | Sortida | Vel. mitja | Ranking | Final  | Voltes | V. líder | Retirat               |
| ------ | ------ | ------- | ---------- | ------- | ------ | ------ | -------- | --------------------- |
| 1946   | 59     | 33      | 118.890    | 32      | 21     | 46     | 0        | Accident              |
| 1954*  | 65     | -       | -          | -       | 30     | ?      | ?        | Bomba del combustible |
| Totals | Totals | Totals  | Totals     | Totals  | Totals | 46     | 0        |                       |

| Curses       | 2 |
| Poles        | 0 |
| Voltes líder | 0 |
| Victòries    | 0 |
| Top 5        | 0 |
| Top 10       | 0 |
| Retirades    | 2 |

(*) Cotxe compartit.

## A la F1
El Gran Premi d'Indianapolis 500 va formar part del calendari del campionat del món de la Fórmula 1 entre les temporades 1950 a la 1960.
Els pilots que competien a la Indy durant aquests anys també eren comptabilitats pel campionat de la F1.
Danny Kladis va participar en 1 cursa de F1, debutant al Gran Premi d'Indianapolis 500 del 1954.

### Palmarès a la F1
- Participacions: 1
- Poles: 0
- Voltes Ràpides: 0
- Victòries: 0
- Pòdiums: 0
- Punts vàlids per la F1: 0